# Sergei Iwanowitsch Malzow

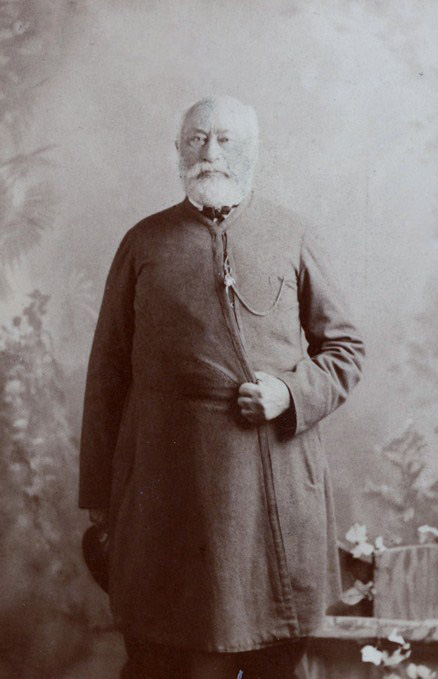
Sergei Iwanowitsch Malzow (Hoffotograf Graf S. L. Lewizki, um 1875)

Sergei Iwanowitsch Malzow (russisch Сергей Иванович Мальцов; * 1810 im Gouvernement Orjol; † 21. Dezember 1893jul. / 2. Januar 1894greg. in St. Petersburg) war ein russischer Großgrundbesitzer und Unternehmer.

## Leben
Malzow war der jüngere Sohn des adligen Großgrundbesitzers und Fabrikherrn Iwan Akimowitsch Malzow (1774–1853). Seine Mutter Kapitolina Michailowna geborene Wyscheslawzewa (1778–1861) war die geschiedene Frau des Dichters Wassili Puschkin (Onkel Alexander Puschkins). Auf der Schule studierte Malzow neben den humanistischen Fächern eifrig Mechanik, Chemie, Physik und Fremdsprachen. Er beherrschte Französisch, Englisch und Deutsch. Standesgemäß trat er in die Chevaliergarde ein, wurde 1830 Kornett und 1932 Porutschik. 1833 wurde er aus gesundheitlichen Gründen aus dem Dienst entlassen und reiste ins Ausland, um die moderne Maschinenbauindustrie kennenzulernen.
1834 trat Malzow wieder in den Militärdienst ein und wurde Adjutant des Prinzen Peter von Oldenburg. Als der Prinz 1835 die Kaiserliche Hochschule für Rechtswissenschaft gründete, arbeitete Malzow die Satzung aus und wurde Direktor der Hochschule. 1849 verließ Malzow den Militärdienst als Generalmajor, um sich den Familienunternehmen zu widmen.
Nach dem Tode des Vaters 1853 an der Cholera trat Malzow das Familienerbe an, da sein älterer Bruder bereits 1832 gestorben war. 1854 trat Malzow in die 1. Gilde des Kaufmannsstandes ein. Zu den Familienunternehmen gehörten die Djatkowoer Kristallglasfabrik, Glaswerke, Rübenzuckerfabriken und leistungsschwache Eisenhütten. Er erwarb neue Fabriken und organisierte die Herstellung neuer Produkte für den russischen und ausländischen Markt. Für die weitere Entwicklung gründete er die Malzow-Industrie- und Handelsgesellschaft mit Sitz in Djatkowo. In den Malzow-Werken in den Gouvernements Kaluga, Orjol und Smolensk arbeiteten 100.000 Menschen und produzierten Maschinen aller Art, Baumaterialien, Möbel und landwirtschaftliche Produkte. Es gab ein eigenes Geld, eine eigene Polizei, die Malzow-Bahn mit 202 Werst Streckenlänge und eine eigene Schifffahrt. Die Behandlung der Arbeiter übertraf die russischen und westlichen Standards. Die tägliche Hauptarbeitszeit betrug acht Stunden. Die Arbeiter bekamen Wohnungen mit 3–4 Zimmern in dauerhaften Holz- oder Steinhäusern. Brennmaterial und medizinische Versorgung waren frei. In den Schulen für Jungen und Mädchen wurde zusätzlich Singen und Zeichnen unterrichtet. Danach konnte die fünfjährige Technik-Hochschule besucht werden, die Malzow-Universität, deren Absolventen Direktoren und Geschäftsführer der Malzow-Unternehmen wurden.

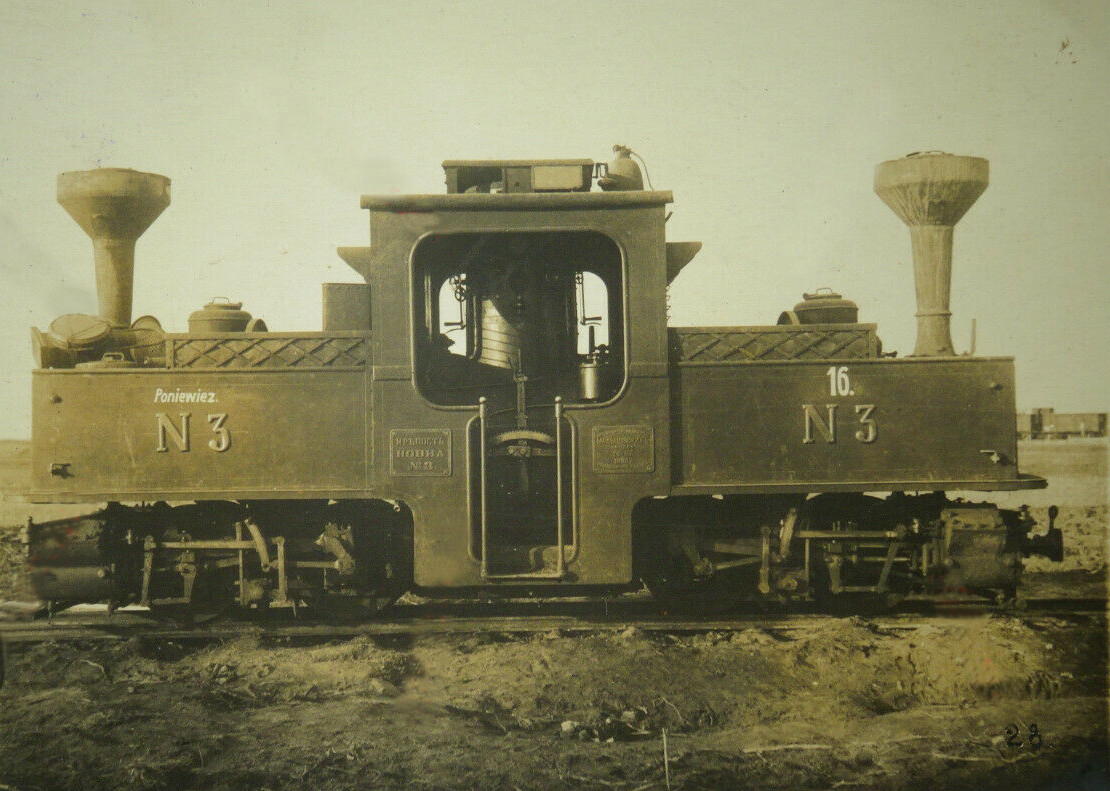
Eine in den Malzow-Werken hergestellte Péchot-Bourdon-Feldbahnlokomotive für die Festung Kowno (jetzt Kaunas, Litauen), Baujahr 1899

1874–1875 schloss Malzow im Auftrag des Eisenbahndepartments einen Vertrag zur Herstellung von 150 Dampflokomotiven und 3.000 Eisenbahnwagen aus heimischen Materialien im Verlaufe von 6 Jahren ab. Malzow investierte mehr als 2 Millionen Rubel, baute Werkstätten, importierte Maschinen aus Westeuropa, baute Siemens-Martin-Öfen zum Erschmelzen von bisher in Russland noch nicht hergestelltem Federstahl und stellte Meister ein unter der Leitung zweier französischer Ingenieure. Allerdings vergab das Eisenbahndepartement Aufträge ohne Begründung ins Ausland, so dass 1880 Malzow Produkte im Werte von 1,5 Millionen Rubel auf Lager hatte und er seine Besitzungen auf der Krim verpfänden musste.
Malzows Frau Anastasia Nikolajewna (1820–1894) war die Tochter Fürst Nikolai Jurjewitsch Urussows und befreundet mit Turgenjew, Natalja Puschkina-Lanskaja und Kaiserin Marija Alexandrowna. Sie war mit den Kindern in St. Petersburg geblieben und versäumte keinen Hofball. Sie verbreitete das Gerücht, dass ihr Mann verrückt sei, indem er mit den Bauern singe und das Geld verschwende. 1882 wurde Malzow für verrückt erklärt. Anfang 1883 erlitt Malzow auf dem Wege von Ljudinowo nach Djatkowo einen Unfall mit schweren Kopfverletzungen, so dass seine Wiederherstellung ein halbes Jahr dauerte. Während dieser Zeit erlangte die Familie die gerichtliche Feststellung seiner Geschäftsunfähigkeit, so dass er das Recht auf seinen Besitz verlor.
Malzow zog sich 1884 auf seinen Landsitz in Simejis auf der Krim zurück und beschäftigte sich mit Gartenarbeit. Er gab eine zweite Ausgabe der Briefe Justus von Liebigs heraus, veröffentlichte seine Projekte aus 40 Jahren zur Versorgung des Volkes bei Hungersnöten und schrieb Aufsätze dazu während der Hungersnot 1891. Er starb auf einer Reise nach St. Petersburg und wurde in der Familiengruft in Djatkowo beigesetzt.
Malzows ältere Schwester Marija (1808–1897) heiratete den General und Politiker Pawel Nikolajewitsch Ignatjew.